# Carpenters with the Royal Philharmonic Orchestra
| Đánh giá chuyên môn | Đánh giá chuyên môn |
| Nguồn đánh giá      | Nguồn đánh giá      |
| Nguồn               | Đánh giá            |
| ------------------- | ------------------- |
| AllMusic            | [ 1 ]               |
| The Independent     | [ 2 ]               |
| The Irish News      | 9/10                |

Carpenters with the Royal Philharmonic Orchestra là album tổng hợp của bộ đôi nghệ sĩ người Mỹ The Carpenters. Album được A&M Records và Universal Music Enterprises phát hành vào ngày 7 tháng 12 năm 2018. Album bao gồm "những ca khúc gốc được trình bày bằng giọng hát và bằng các nhạc khí" của The Carpenters, với phần cải biên mới được thể hiện bởi dàn nhạc giao hưởng Royal Philharmonic Orchestra. Richard Carpenter giữ vai trò là nhà sản xuất, người thực hiện cải biên và người chỉ huy dàn nhạc trong album.
Phiên bản đĩa CD phát hành độc quyền tại Target và phiên bản phát hành tại Nhật Bản của album có thêm ca khúc "Please Mr. Postman".

## Danh sách bài hát
Tất cả các ca khúc đều do Richard Carpenter cải biên, trừ bài "I Believe You" được cải biên bởi Paul Riser.
| STT              | Nhan đề                          | Thời lượng |
| ---------------- | -------------------------------- | ---------- |
| 1.               | "Overture"                       | 1:29       |
| 2.               | "Yesterday Once More"            | 3:56       |
| 3.               | "Hurting Each Other"             | 3:58       |
| 4.               | "I Need to Be in Love"           | 4:30       |
| 5.               | "For All We Know"                | 2:56       |
| 6.               | "Touch Me When We're Dancing"    | 3:15       |
| 7.               | "I Believe You"                  | 3:52       |
| 8.               | "I Just Fall In Love Again"      | 5:14       |
| 9.               | "Merry Christmas, Darling"       | 3:01       |
| 10.              | "Baby It's You"                  | 3:11       |
| 11.              | "(They Long to Be) Close to You" | 3:40       |
| 12.              | "Superstar"                      | 3:51       |
| 13.              | "Rainy Days and Mondays"         | 3:36       |
| 14.              | "This Masquerade"                | 4:50       |
| 15.              | "Ticket to Ride"                 | 4:10       |
| 16.              | "Goodbye to Love"                | 3:58       |
| 17.              | "Top of the World"               | 2:59       |
| 18.              | "We've Only Just Begun"          | 3:57       |
| Tổng thời lượng: | Tổng thời lượng:                 | 1:06:23    |

| Bài hát thêm cho phiên bản phát hành độc quyền tại Target và phiên bản phát hành tại Nhật Bản | Bài hát thêm cho phiên bản phát hành độc quyền tại Target và phiên bản phát hành tại Nhật Bản | Bài hát thêm cho phiên bản phát hành độc quyền tại Target và phiên bản phát hành tại Nhật Bản |
| STT                                                                                           | Nhan đề                                                                                       | Thời lượng                                                                                    |
| --------------------------------------------------------------------------------------------- | --------------------------------------------------------------------------------------------- | --------------------------------------------------------------------------------------------- |
| 19.                                                                                           | "Please Mr. Postman"                                                                          |                                                                                               |

## Xếp hạng và chứng nhận
| Bảng xếp hạng (2018–19)                          | Vị trí cao nhất |
| ------------------------------------------------ | --------------- |
| Úc (ARIA)                                        | 29              |
| Album Nhật Bản (Oricon)                          | 25              |
| Album Scotland (OCC)                             | 7               |
| Album Anh Quốc (OCC)                             | 8               |
| Album Hoa Kỳ Top Classical (Billboard)           | 2               |
| Album Hoa Kỳ Top Classical Crossover (Billboard) | 2               |
| Album Hoa Kỳ Top Sales (Billboard)               | 52              |

| Quốc gia                                                                           | Chứng nhận | Số đơn vị/doanh số chứng nhận |
| ---------------------------------------------------------------------------------- | ---------- | ----------------------------- |
| Anh Quốc (BPI)                                                                     | Vàng       | 100.000‡                      |
| * Chứng nhận dựa theo doanh số tiêu thụ. ^ Chứng nhận dựa theo doanh số nhập hàng. |            |                               |